# Zhang Heng

Zhang Heng (chinesische Briefmarke, 1955)

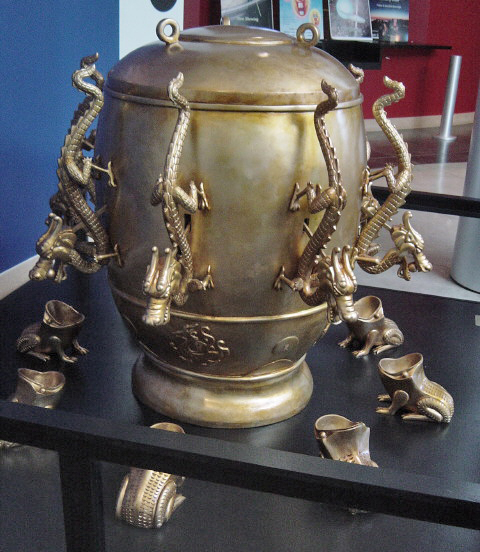
Detailgetreuer Nachbau des Seismographen von Zhang Heng (Houfeng Didong Yi)

Zhang Heng (chinesisch 張衡 / 张衡, Pinyin Zhāng Héng, W.-G. Chang Heng; * 78 in Nanyang; † 139 in Luoyang) war ein chinesischer Mathematiker, Astronom, Geograph, Schriftsteller und Erfinder der Han-Zeit.

## Leben
Im Alter von 16 Jahren verließ Zhang Heng seine Familie, um in verschiedenen chinesischen Städten zu studieren. Nachdem er sich zunächst mit der Literatur befasst und verschiedene respektable literarische Arbeiten verfasst hatte, wandte er sich mit etwa 30 Jahren der Astronomie zu. Er erwarb sich bald einen Ruf als Wissenschaftler und trat als solcher im Alter von 38 Jahren in den Dienst der Regierung. Er machte schnell Karriere und wurde schließlich unter Kaiser Liu Hu (An-ti) Minister und Chefastronom der Han-Dynastie.

## Werk
Als Chefastronom führte Zhang Heng im Jahr 123 eine Reform des Kalendersystems ein, mit dem Ziel, die Monate wieder mit den Jahreszeiten in Übereinstimmung zu bringen.
Zhangs kosmologisches Weltbild basierte auf der Vorstellung, dass Erde und Himmel sphärisch seien, mit der Erde im Zentrum.
Zhang Heng war der Erfinder des wohl ersten Seismographen – oder genauer: des ersten Seismoskops – der Welt. Ein invertes Pendel wurde dabei durch die Bebenwellen in Bewegung gesetzt, das wiederum eine Kugel über einen der Drachenköpfe auslöste. Sie fiel in das entsprechende Krötenmaul und erzeugte ein Signal. Der jeweilige Drachenkopf zeigte die Richtung des Bebenepizentrums an. 138 registrierte es Berichten nach ein 640 km entferntes Erdbeben in Longxi.
Außerdem entwickelte er die erste Armillarsphäre, die sich mit Hilfe von Wasserkraft um die eigene Achse dreht. Sein Modell stellt eine erdachte Himmelssphäre dar, von der die Erde umgeben ist. Die Erde ist dabei in ineinandergreifende Ringe unterteilt, welche für vorgestellte Linien stehen, unter welchen auch ein Himmelsäquator und ein Himmelsmeridian ist. An allen Ringen sind Skalen aufgetragen, mit deren Hilfe Astronomen Sterne verorten können.
1970 wurde der Mondkrater Chang Heng nach ihm benannt, um 1978 auch der Asteroid (1802) Zhang Heng.
Das Grab Zhang Hengs steht seit 1988 auf der Liste der Denkmäler der Volksrepublik China.